# Coven

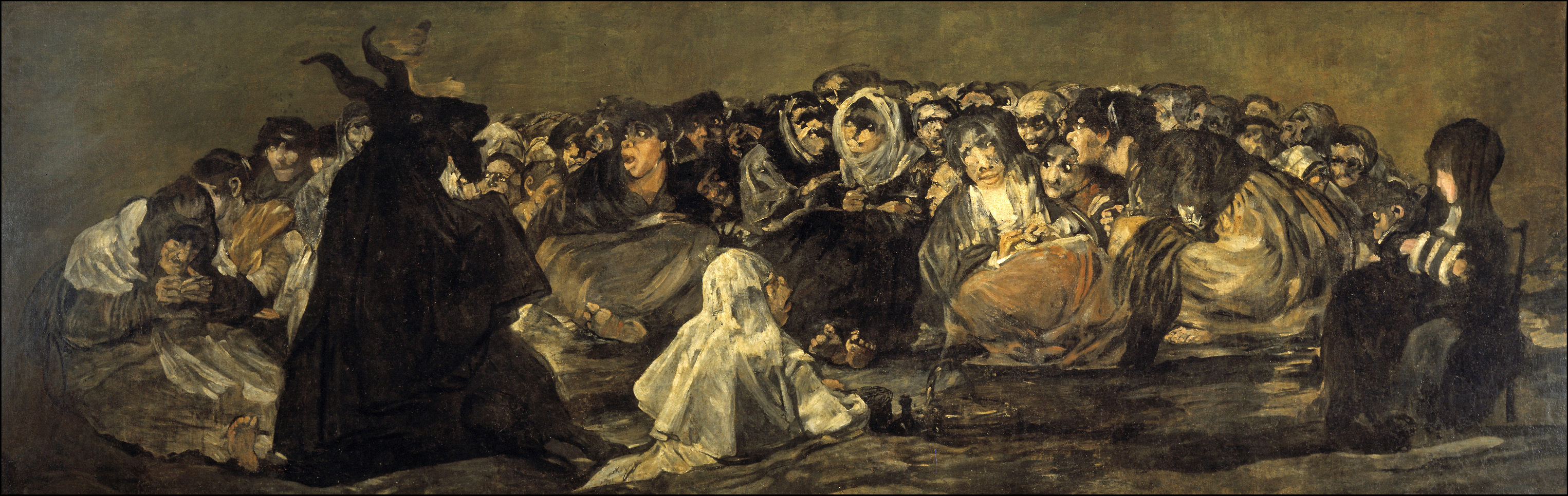
El Aquelarre (De Coven), Francisco de Goya, 1821-1823

Coven wordt gewoonlijk gebruikt als benaming voor een samenkomst van heksen, in sommige gevallen van vampieren. Coven is oorspronkelijk een Schots woord uit de late middeleeuwen (omstreeks 1500) dat 'samenkomst van personen' betekende. 

## Geschiedenis
Sinds de 17e eeuw werd de term in de Europese folklore gebruikt om er groepen heksen mee aan te duiden. De eerste vermelding met deze betekenis komt van Isobel Gowdie, die in 1662 covens met 13 leden beschreef. Een bekende aanhanger van de theorie van de covens was de Britse antropologe Margaret Murray. In haar invloedrijke studie The Witch-Cult in Western Europe (1921) beschreef zij hoe adepten van de Diana-cultus zich reeds organiseerden in covens met 12 heksen en de duivel als hun leider. Het getal 13 verwijst hierbij mogelijk naar Christus en zijn twaalf discipelen. Haar studie en de conclusies die zij daaruit trok wordt niet meer ernstig genomen door moderne onderzoekers van hekserij. Dat er sinds de steentijd een ononderbroken heidense traditie met covens van heksen zou hebben bestaan, wordt nu alleen nog geloofd door volgelingen van de nieuwe hekserijbewegingen. Ook dat het bij de grote Europese heksenvervolgingen van de 16e en 17e eeuw om vervolging van echte heksen ging, wat Murray veronderstelde, is inmiddels verworpen als wetenschappelijk ongefundeerde fantasie.

## Wicca en andere vormen van neopaganisme
Pas nadat Margaret Murray het woord "coven" in de jaren twintig bekend had gemaakt, nam Gerald Gardner het over voor zijn wicca. De leider van een coven is dan de hogepriesteres die onder andere de rituelen kan leiden. Een coven uit het neopaganisme kan uit vier of meer mensen bestaan. Zowel vrouwen als mannen kunnen deel uitmaken van een coven. In verschillende stromingen zoals wicca, stregheria en feri komen covens voor met eigen regels en rituelen.

## Vampierencovens
De term 'coven' kan in de populaire cultuur ook verwijzen naar een groep vampieren en is afgeleid van het gebruik binnen de wicca. Covens van vampieren zijn te vinden in horror- en sciencefictionverhalen als 'Twilight' en 'The Vampire Chronicles', in films als 'Underworld' en in videogames als 'Bloodrayne'.